# Veli Küçük
Veli Küçük (* 9. Mai 1944 im Landkreis Gölpazarı/Provinz Bilecik) ist ein pensionierter türkischer Brigadegeneral und mutmaßlicher Gründer des Gendarmerie-Geheimdienstes JİTEM.

## Leben
Den Ermittlungen im Ergenekon-Prozess zufolge sollte er Mitglied dieser Organisation sein. Im Prozess forderte der Staatsanwalt sechs Mal lebenslange Haft gegen ihn. 2016 wurde nachgewiesen, dass die Organisation nicht existiert.
Auch mit dem Susurluk-Skandal und dem in der Türkei so genannten tiefen Staat wird Küçük in Verbindung gebracht. Er trat auch in einem Prozess gegen den Journalisten Hrant Dink auf.
Der Rechtsanwalt Alparslan Arslan, der am 17. Mai 2006 einen Anschlag auf den Staatsrat verübte und dabei einen Richter des zweiten Senats getötet hatte, soll enge Kontakte zu Veli Küçük haben, wie Fotos zeigten.